# Epirinus pseudorugosus
Epirinus pseudorugosus là một loài bọ cánh cứng trong họ Bọ hung (Scarabaeidae).